# دم روباه (خوسف)
دم روباه یک روستا در ایران است که در دهستان قلعه زری شهرستان خوسف واقع شده‌است. دم روباه ۱۰۹ نفر جمعیت دارد.